# Face the Music
Face the Music – piąty album brytyjskiego zespołu Electric Light Orchestra, wydany w październiku 1975 r. Jest to pierwszy album grupy nagrany w Musicland Studios w Monachium.

## Spis utworów

### Strona I
| 1. | „Fire On High” | 5:30  |
|    |                |       |
| 2. | „Waterfall”    | 4:27  |
|    |                |       |
| 3. | „Evil Woman”   | 4:19  |
|    |                |       |
| 4. | „Nightrider”   | 4:23  |
|    |                |       |
|    |                | 18:39 |
|    |                |       |

### Strona II
| 1. | „Poker”            | 3:31  |
|    |                    |       |
| 2. | „Strange Magic”    | 4:29  |
|    |                    |       |
| 3. | „Down Home Town”   | 3:54  |
|    |                    |       |
| 4. | „One Summer Dream” | 5:47  |
|    |                    |       |
|    |                    | 17:41 |
|    |                    |       |
Autorem wszystkich piosenek jest Jeff Lynne.

### Bonusowe utwory reedycji z 2006 r.
| 1. | „Fire On High Intro” (Early Alt. mix) | 3:23  |
|    |                                       |       |
| 2. | „Evil Woman” (Stripped Down mix)      | 5:00  |
|    |                                       |       |
| 3. | „Strange Magic” (US Single edit)      | 3:27  |
|    |                                       |       |
| 4. | „Waterfall” (Instrumental mix)        | 4:15  |
|    |                                       |       |
|    |                                       | 16:05 |
|    |                                       |       |

## Twórcy
- Jeff Lynne – śpiew, gitara, instrumenty klawiszowe
- Bev Bevan – instrumenty perkusyjne, śpiew
- Richard Tandy – instrumenty klawiszowe
- Kelly Groucutt – śpiew, gitara basowa
- Mik Kaminski – skrzypce
- Hugh McDowell – wiolonczela
- Melvyn Gale – wiolonczela
- Aranżacja orkiestry i chóru:  Jeff Lynne, Richard Tandy i Louis Clark
- Orkiestra dyrygowana przez Louisa Clarka
- Ellie Greenwich, Susan Collins, Nancy O'Neill, Margaret Raymond – śpiew